# Quinto Edio Lolliano Plauzio Avito
Quinto Edio Lolliano Plauzio Avito (in latino: Quintus Hedius Lollianus Plautius Avitus; fl. 202-224) è stato un politico e militare romano di età imperiale.

## Biografia
Avito era originario di Pollentia (Pollenzo, in Liguria); proveniva da una famiglia di rango senatoriale, con il padre, Quinto Edio Rufo Lolliano Genziano, che fu console suffetto intorno al 186, e il fratello, Edio Lolliano Terenzio Genziano che fu console ordinario nel 211.
Dal 202 al 205 circa Avito comandò la Legio VII Gemina; nel 209 ottenne il consolato; nel 224 fu governatore d'Asia.